# Trichoferus guerryi
Trichoferus guerryi là một loài bọ cánh cứng trong họ Cerambycidae.